# Grand-père a planté une betterave
Pour plus de détails, voir Fiche technique et Distribution.
Grand-père a planté une betterave (Zasadil dědek rěpu) est un court métrage d'animation tchécoslovaque réalisé par Jiří Trnka, sorti en 1945.

## Synopsis
Pour planter une betterave, toute la famille participe.

## Commentaire
"L'union fait la force", telle est la morale de ce petit film pour enfants.

## Fiche technique
- Titre : Grand-père a planté une betterave
- Titre original : Zasadil dědek rěpu
- Réalisation : Jiří Trnka
- Scénario : Jiří Trnka
- Musique : Václav Trojan
- Production :
- Pays d'origine : Tchécoslovaquie
- Technique : dessin animé sur cellulose
- Genre : film d'animation
- Couleur :
- Sans dialogues
- Durée : 9 minutes
- Date de sortie : 1945